# Cariboptila jamaicensis
Cariboptila jamaicensis är en nattsländeart som beskrevs av Oliver S. Flint Jr. 1968. Cariboptila jamaicensis ingår i släktet Cariboptila och familjen stenhusnattsländor. Inga underarter finns listade i Catalogue of Life.